# Tedi i poszukiwacze zaginionego miasta
Tedi i poszukiwacze zaginionego miasta (hiszp. Las aventuras de Tadeo Jones) – hiszpański film animowany z 2012 roku w reżyserii Enrique Gato.
Światowa premiera filmu miała miejsce 4 czerwca 2012 roku, natomiast w Polsce premiera filmu odbyła się 14 czerwca 2013 roku.

## Opis fabuły
Poczciwy budowlaniec, Tedi Jones, od dziecka marzy, żeby zostać poszukiwaczem skarbów. Jego największym idolem jest Max, sławny archeolog-celebryta. Pewnego dnia Tedi zostaje przypadkowo wzięty za wybitnego naukowca, profesora Humberta i trafia na pokład samolotu lecącego z Chicago do Peru. Tam oczekuje go profesor Lavrof z piękną i mądrą córką Sarą – razem mają złamać prehistoryczne szyfry i odnaleźć legendarne złote miasto Inków. Tedi jest zauroczony Sarą, ale okazuje się, że badaczka niedawno zaręczyła się z... Maksem. Zakochany Jones wcale nie zamierza się poddać. Wraz z archeologami, psem Jeffem i papugą wyrusza na niebezpieczną wyprawę. Ich tropem podąża tajemniczy Arnoldson, bezwzględny szef szajki kradnącej i przemycającej dzieła sztuki.

## Obsada
- Óscar Barberán – Tedi Jones
- Michelle Jenner – Sara Lavrof
- José Corbacho – Freddy

i inni

## Wersja polska
Wersja polska: STUDIO PRL na zlecenie KINO ŚWIAT

Reżyseria: Dariusz Błażejewski

Nagranie i montaż dialogów: Kamil Sołdacki

Zgranie dźwięku: Aleksander Cherczyński

Dialogi: Bartek Fukiet

Udział wzięli:
- Piotr Adamczyk – Tedi
- Małgorzata Socha – Sara
- Cezary Pazura – Freddy
- Tomasz Borkowski – Arnoldson
- Krzysztof Zakrzewski – Profesor Humbert
- Włodzimierz Press – Profesor Lavrof
- Jacek Kawalec – Max Mordon
- Miriam Aleksandrowicz – Babcia
- Dariusz Błażejewski – Mumia

i inni